# 徐欽 (弘治進士)
徐欽（1467年—？），字敬之，湖廣黃州府蘄州黃梅縣人，軍籍，明朝政治人物。

## 生平
弘治二年（1489年）己酉科湖廣鄉試第三十九名舉人，三年（1490年）中式庚戌科會試第一百六十四名，三甲第一百五名進士。

## 家族
曾祖徐法通；祖父徐伯淵；父徐用，監生。母伏氏。重慶下。